# Moskvas tunnelbana

Moskvas tunnelbanekarta 2023

Moskvas tunnelbana (ryska: Московский метрополитен), tidigare kallad Moskvas tunnelbana uppkallad efter V.I. Lenin (ryska: Московский метрополитен имени В.И. Ленина) består av 263 tunnelbanestationer byggda från 1930-talet och framåt. Tunnelbanan har tolv linjer, de flesta går från en utkant i staden och genom centrum till en utkant på motsatta sidan. Runt stadskärnan går en ringlinje som har bytesstationer till alla de övriga huvudlinjerna.
Moskvas tunnelbana är världskänd för de konstnärliga utsmyckningar som finns på många av stationerna, med detaljer som kristallkronor och mosaiker. I första hand gäller det de stationer som byggdes före 1955, då man slutade med sådant. Rulltrapporna körs av särskilda operatörer, placerade vid rulltrappans fot. 
Moskvas tunnelbana transporterar flest människor i Europa, och är den sjätte mest trafikerade i världen År 2014 gjordes 2,5 miljarder resor med Moskvas tunnelbana, vilket är dubbelt så många som i Londons tunnelbana.

## Historia
De första planerna på ett tunnelbanesystem i Moskva fanns i Kejsardömet Ryssland men planerna stoppades av första världskriget, oktoberrevolutionen och Ryska inbördeskriget. 1902 lade ingenjörerna Pjotr Balinski och Jevgeni Knorre fram ett förslag på en stadsbana som skulle i nord-sydlig riktning. Planen röstades ned av stadsförsamlingen, bland annat invände kyrkan mot att tunnlar skulle byggas under kyrkans mark och det fanns invändningar mot att bostadshus skulle behöva rivas för de planerade viaduktavsnitten. 1923 återupptogs planerna då Moskva stad skapade ett ritkontor för tunnelbanan. Ritkontoret utförde de första studierna och 1928 hade ett första projekt utvecklats med en sträckning från Sokolniki till stadskärnan. Under tiden hade även Siemens Bauunion lagt fram ett förslag på tunnelbanan men på grund av pengabrist realiserades aldrig de planerna. 1931 togs beslutet att bygga tunnelbanan av Kommunistpartiets centralkommitté. 1932 godkändes planen för de första linjerna och 1933 följde godkännandet från den sovjetiska regeringen för en plan med 10 linjer och en total längd på 80 kilometer. Det statliga bolaget Metrostroi tog över projekteringen.

### Tunnelbanan börjar byggas

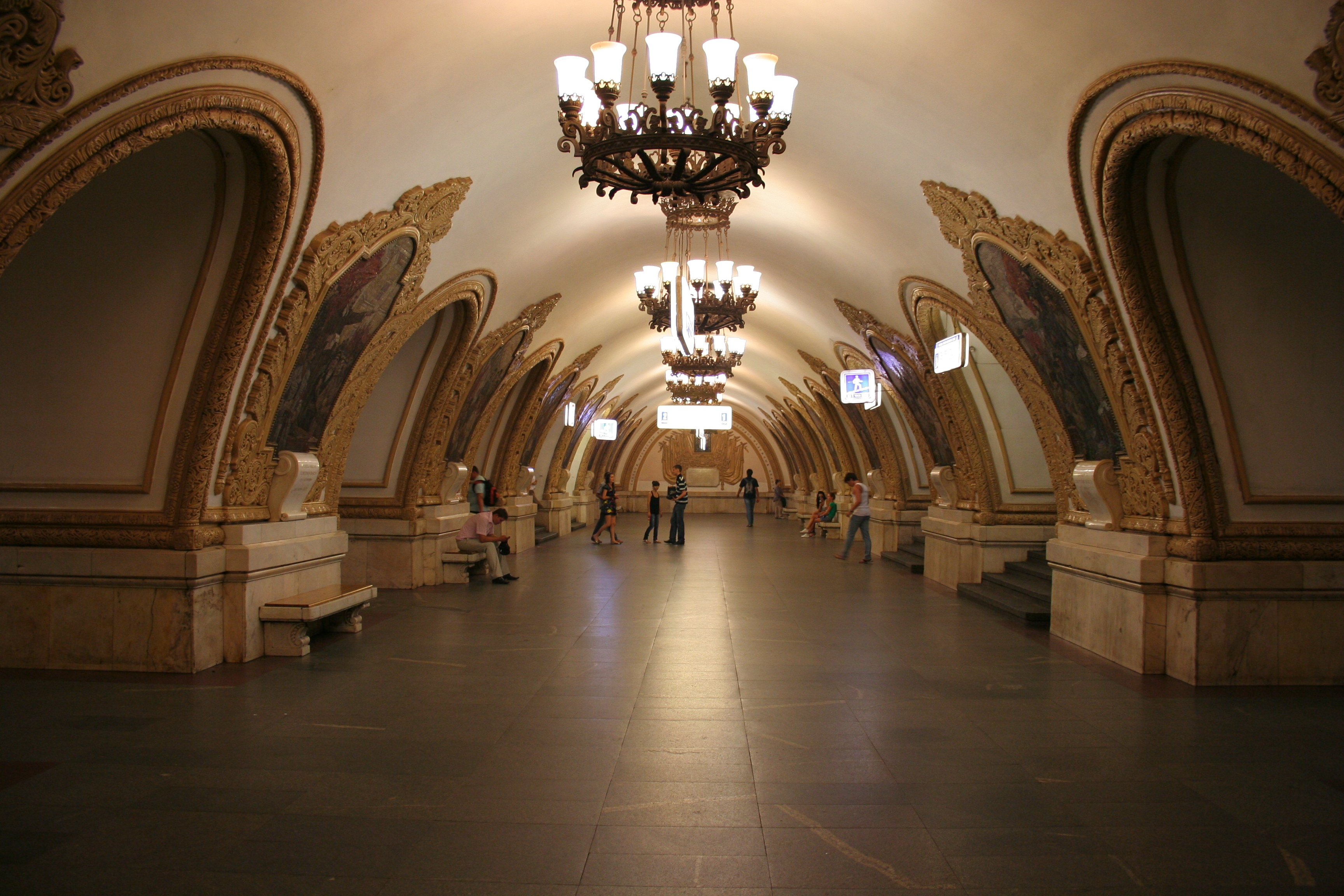
Kievskaja

Moskvas tunnelbana kom att bli ett av Sovjetunionens mest extravaganta arkitekturprojekt. Stationerna utformades med stor omsorg i klassicistisk stil. Arkitekturen skulle sprida kommunistpartiets budskap. Avgörande för projektets framgång var också den första femårsplanen (1928–1932) som drev på industrialiseringen av Sovjetunionen. En omfattande mobilisering av arbetskraft genomfördes för att bygga tunnelbanan där resurser och arbetskraft från hela Sovjetunionen allokerades. Tunnelbanestationen Komsomolskaja namngavs efter de arbetare från ungdomsförbundet Komsomol som hjälpte till med bygget. 
Arbetet med att bygga tunnelbanan leddes av Lazar Kaganovitj, en av Stalins närmaste män, och fram till 1955 bar tunnelbanan officiellt namnet Metropoliten im. L.M. Kaganovitja. I arbetet konsulterades konstruktörer från Londons tunnelbana och brittiska specialister planerade linjedragningar och konstruktionsplaner. Det var britterna som förordade tunnelbyggande istället för öppet schakt och rulltrappor istället för hissar. En skenrättegång mot ingenjörer från brittiska Metropolitan-Vickers Electrical Company (Metrovick) avslutade den brittiska inblandningen 1933. Den första sträckan anlades som en nordost-sydväst-axel som skulle binda samman flera av stadens viktigaste trafikknutpunkter. 15 maj 1935 öppnades den första sträckan under stora festligheter.

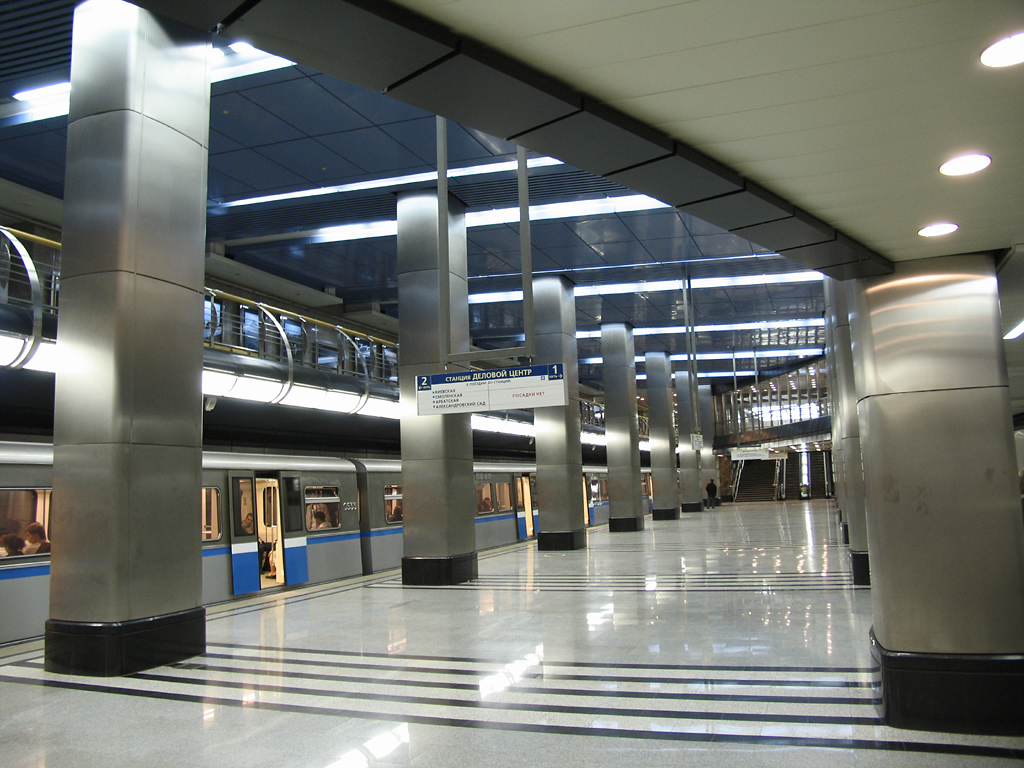
Tunnelbanan från 2005.

Under andra världskriget användes tunnelbanan som skyddsrum och även Sovjetunionens ministerråd flyttade ner i Majakovskajastationen. Under de tyska bombningarna flydde moskvaborna ner i tunnelbanan. Under 1950-talet byggdes nya sträckningar som lades djupare för att kunna vara skyddsrum i händelse av ett kärnvapenkrig. 1954 invigdes ringlinjen. Under 1950-talet ersattes de extravagant utformade stationerna med enklare arkitektur. Detta var en följd av Nikita Chrusjtjovs vilja att ha mer spartanskt utformade stationer. Det är också nu som pelardesignen Sorokonozjka ("tusenfotingen") börjar användas med kolonner i två rader. Nu började stationerna byggas med nästan identisk utformning och byggtekniken var enkel. Ulitsa 1905 Goda öppnades 1972 och anses vara den första som tog i bruk den modifierade Sorokonozjka-utformningen som innebar ett slut för den era då funktion dominerade tunnelbanearkitekturen. 
Tunnelbanan byggdes kontinuerligt ut fram till Sovjetunionens kollaps 1991. Tunnelbanan har byggts ut på nytt under senare år efter 1990-talets ekonomiska kriser och prioritering av andra infrastrukturprojekt. Under senare år har även många av de gamla stationerna sanerats och återfått sin forna glans.

## Linjer
| Namn                         | Linje  | Sträcka                                              | Öppnad | Längd    | Stationer |
| ---------------------------- | ------ | ---------------------------------------------------- | ------ | -------- | --------- |
| Sokolnitjeskaja              |        | Bulvar Rokossovskogo ↔ Potapovo                      | 1935   | 47 km    | 27        |
| Zamoskvoretskaja             |        | Chovrino ↔ Alma-Atinskaja                            | 1938   | 42,9 km  | 24        |
| Arbatsko-Pokrovskaja         |        | Pjatnitskoje Sjosse ↔ Sjtjolkovskaja                 | 1938   | 45 km    | 22        |
| Filjovskaja                  |        | Aleksandrovskij sad ↔ Kuntsevskaja                   | 1935   | 14,9 km  | 13        |
| Koltsevaja                   |        | Kurskaja - Park Kultury - Kurskaja (Cirkel)          | 1950   | 19,2 km  | 12        |
| Kaluzjsko-Rizjskaja          |        | Medvedkovo ↔ Novojasenevskaja                        | 1958   | 37,9 km  | 24        |
| Tagansko-Krasnopresnenskaja  |        | Planernaja ↔ Kotelniki                               | 1966   | 42,3 km  | 23        |
| Kalininskaja                 |        | Tretjakovskaja ↔ Novokosino                          | 1979   | 16,3 km  | 8         |
| Solntsevskaja                |        | Vnukovos flygplats ↔ Delovoj Tsentr                  | 2014   | 28,4 km  | 14        |
| Serpuchovsko-Timirjazevskaja |        | Altufjevo ↔ Bulvar Dmitrija Donskogo                 | 1983   | 41,5 km  | 25        |
| Ljublinsko-Dmitrovskaja      |        | Fiztech ↔ Ziablikovo                                 | 1995   | 43,9 km  | 26        |
| Andra ringlinjen             |        | Savjolovskaja - Kachovskaja - Savjolovskaja (Cirkel) | 2018   | 62,6 km  | 31        |
| Butovskaja                   |        | Bittsevskij park ↔ Buninskaja Alleja                 | 2003   | 10 km    | 7         |
| Nekrasovskaja                |        | Nizjegorodskaja ↔ Nekrasovka                         | 2019   | 14 km    | 8         |
| Troitskaja                   |        | Novatorskaja ↔ Tjuttjevskaja                         | 2024   | 8,3 km   | 4         |
| Totalt                       | Totalt | Totalt                                               | 1935   | 460,5 km | 263       |

MCD:
| Namn                     | Linje  | Sträcka                       | Öppnad | Längd  | Stationer |
| ------------------------ | ------ | ----------------------------- | ------ | ------ | --------- |
| Belorussko-Savjolovskij  |        | Odintsovo ↔ Lobnja            | 2019   | 52 km  | 25        |
| Kursko-Rizjskij          |        | Nachabino ↔ Podolsk           | 2019   | 80 km  | 37        |
| Leningradsko-Kazanskij   |        | Zelenograd-Krjukovo↔ Ippodrom | 2023   | 85 km  | 38        |
| Kaluzjsko-Nizjegorodskij |        | Aprelevka ↔ Zjeleznodorozjnyj | 2023   | 86 km  | 36        |
| Totalt                   | Totalt | Totalt                        | 2019   | 303 km | 136       |

## Framtida planer
Stora ringlinjen (linje 11) är en ny ringlinje som just nu byggs utanför den befintliga ringlinjen Koltsevajalinjen. Färdig kommer den att ha 30 stationer och det ska gå att byta till alla de nio tunnelbanelinjer som går in mot centrum. Linjen kommer att öppnas successivt i sektioner, den första sektionen öppnades 2018 och den beräknas vara helt färdig 2022.
Nekrasovskajalinjen (linje 15) är en ny linje med åtta stationer i sydöstra Moskva. Första delen invigdes 2019 och sista delen under 2020.

## Vagnpark

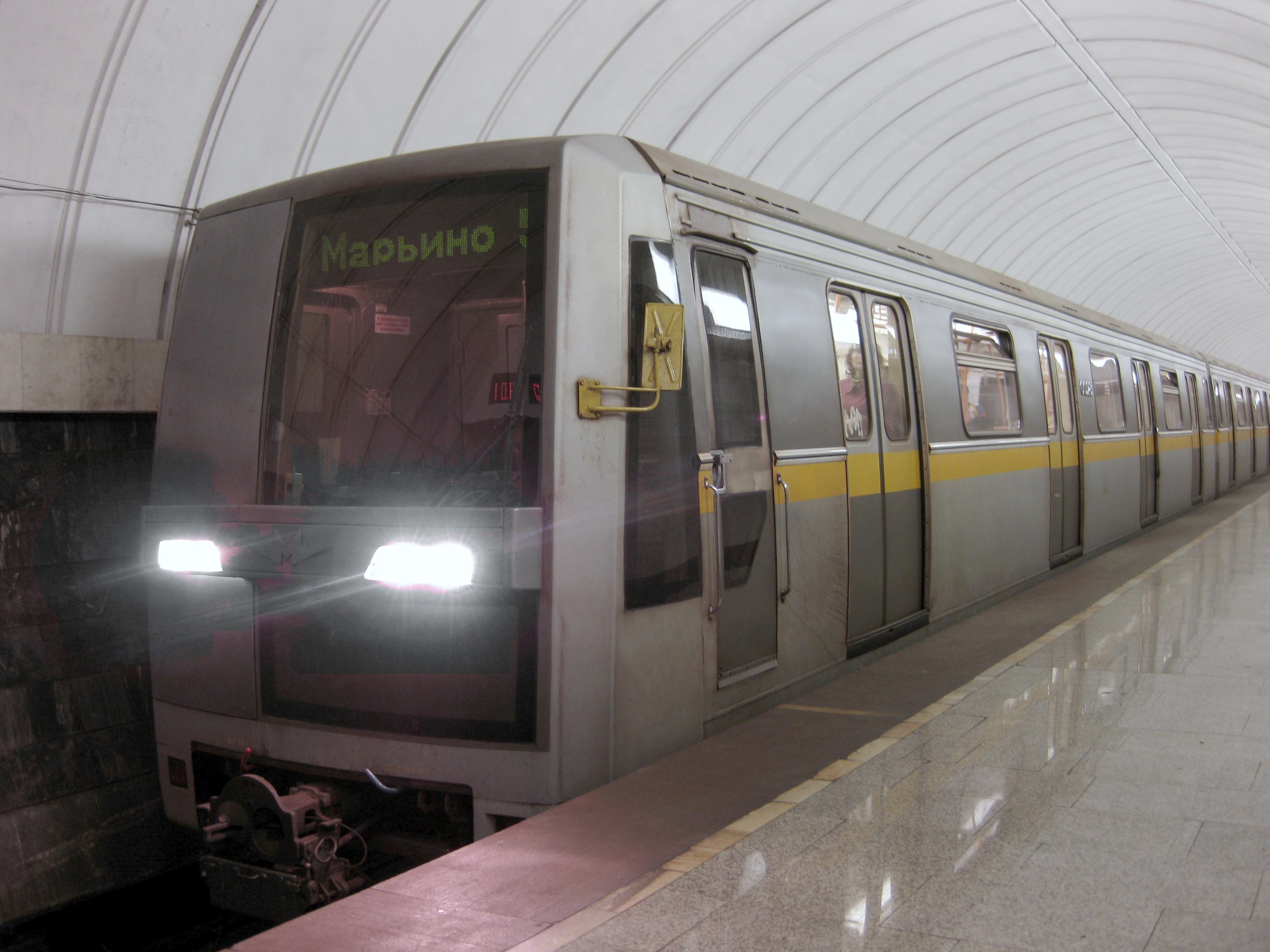
Metro wagon 81-720

Alla tåg i Moskvas tunnelbana – med undantag i modellserien B - kommer ur rysk produktion. Tågen tillverkas och underhålls av Metrovagonmasj i Mytisjtji utanför Moskva. Delar av vagnparken som köptes in under 1980-talet är tillverkad av Jegorovverken i Sankt Petersburg. Modellserien B bestod av vagnar från Berlins tunnelbana och således ur tysk produktion. De beslagtogs och transporterades till Moskva 1945. I Moskva fanns de i trafik fram till 1960-talet.

## Galleri

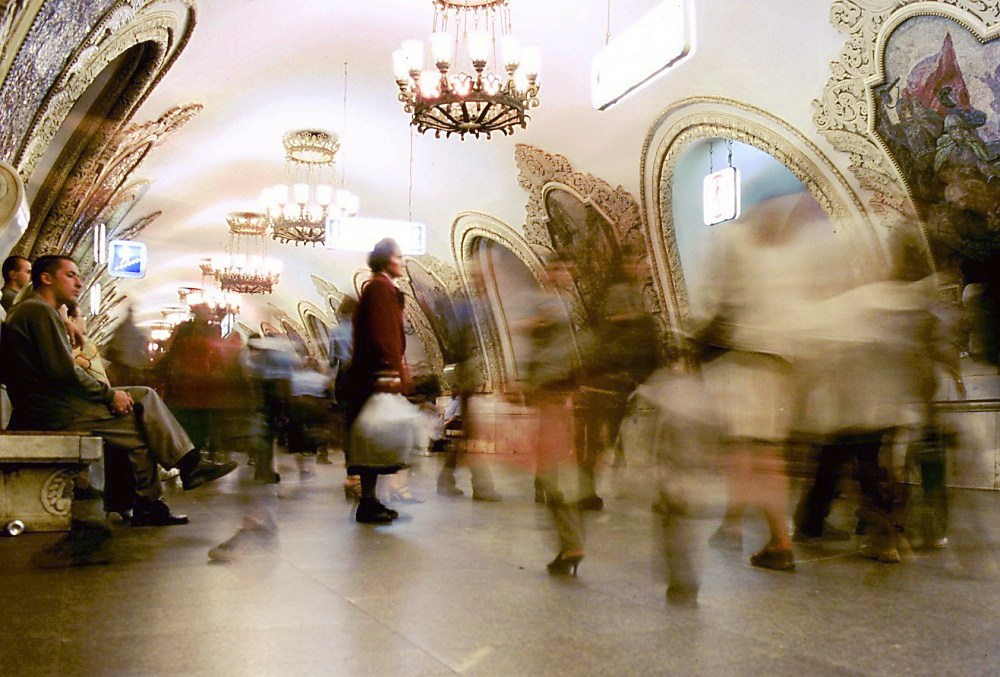
Kijevskaja-Koltsevaja station
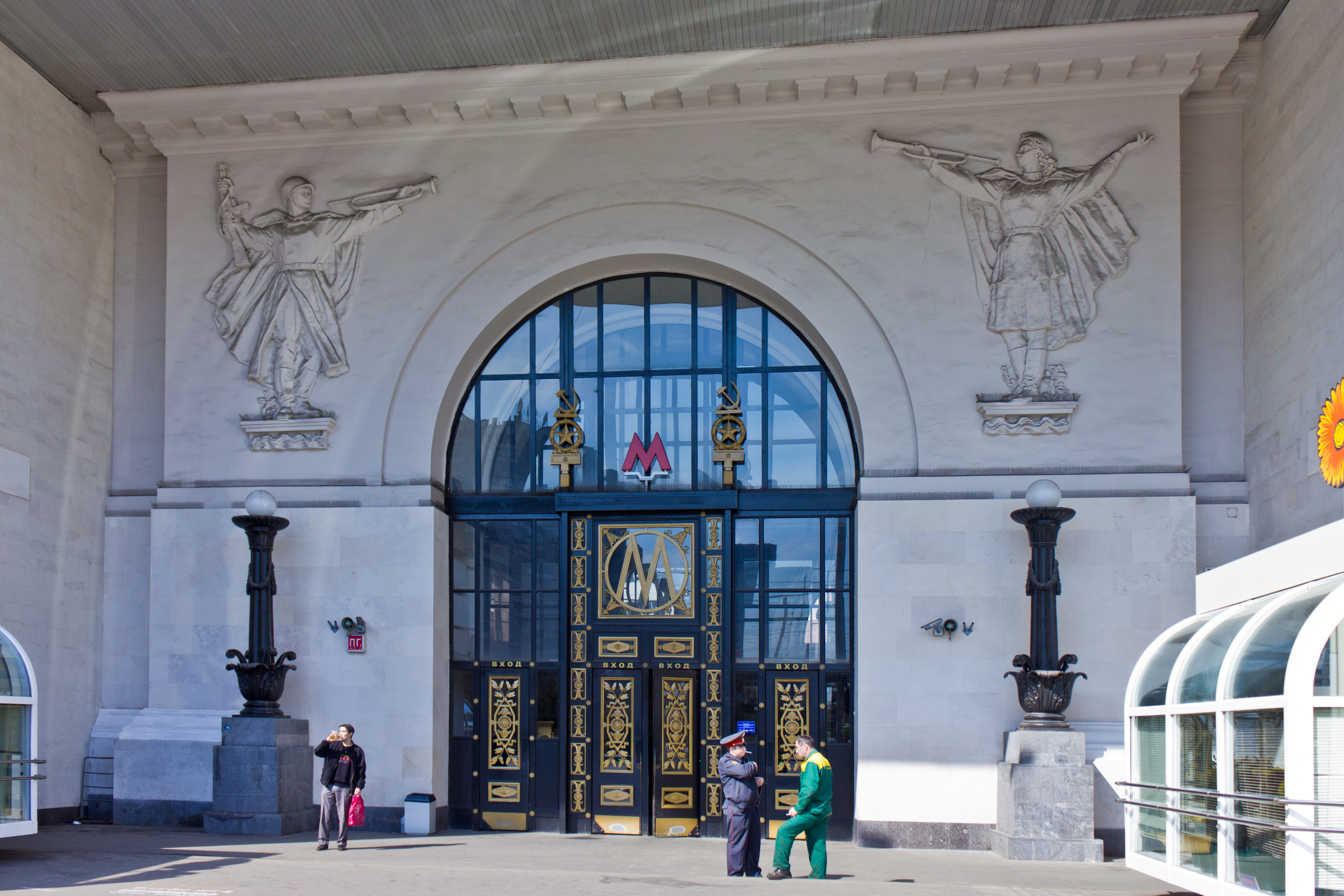
Oktiabrskaja-Koltsevaja station
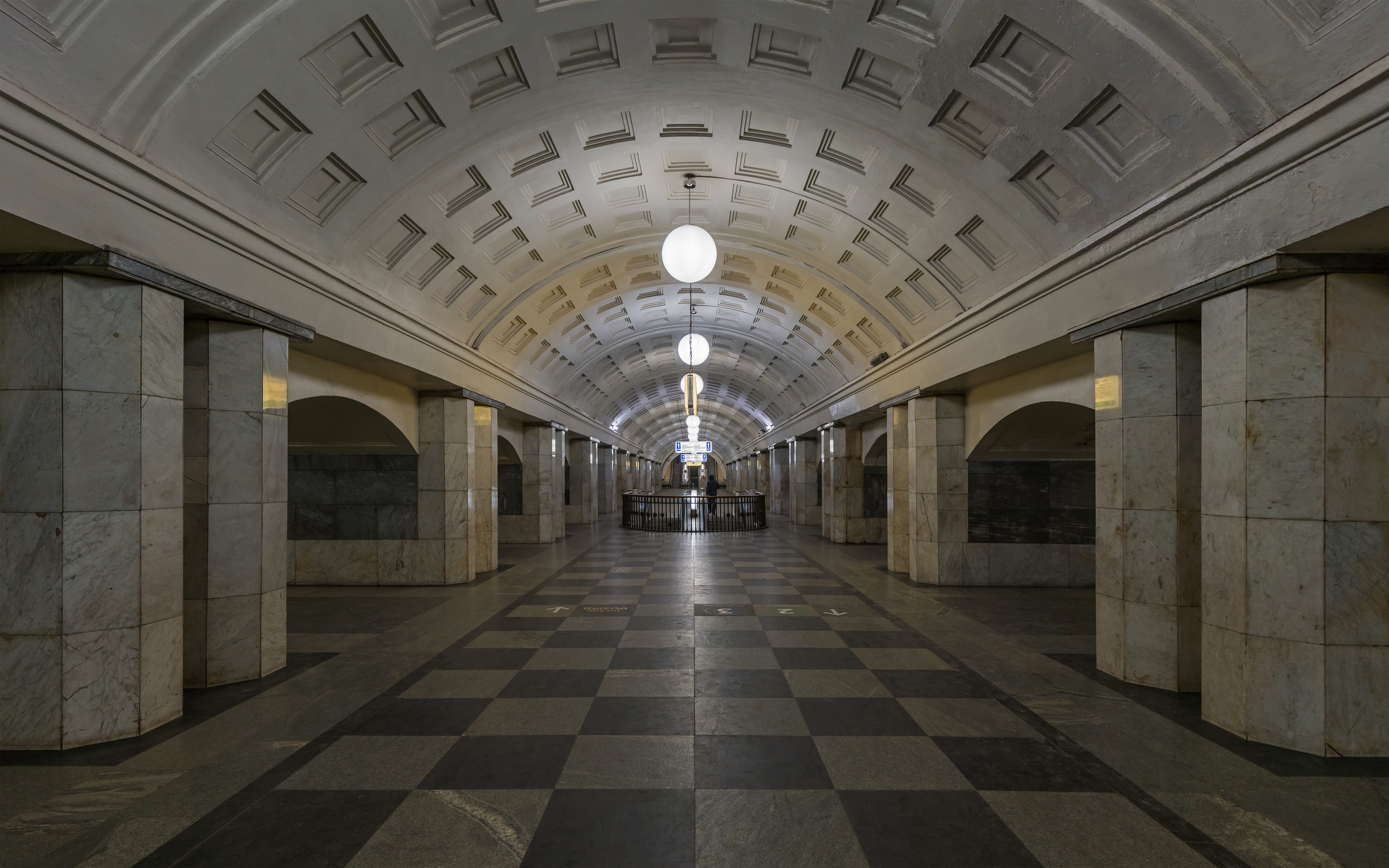
Ochotnij Rjad station
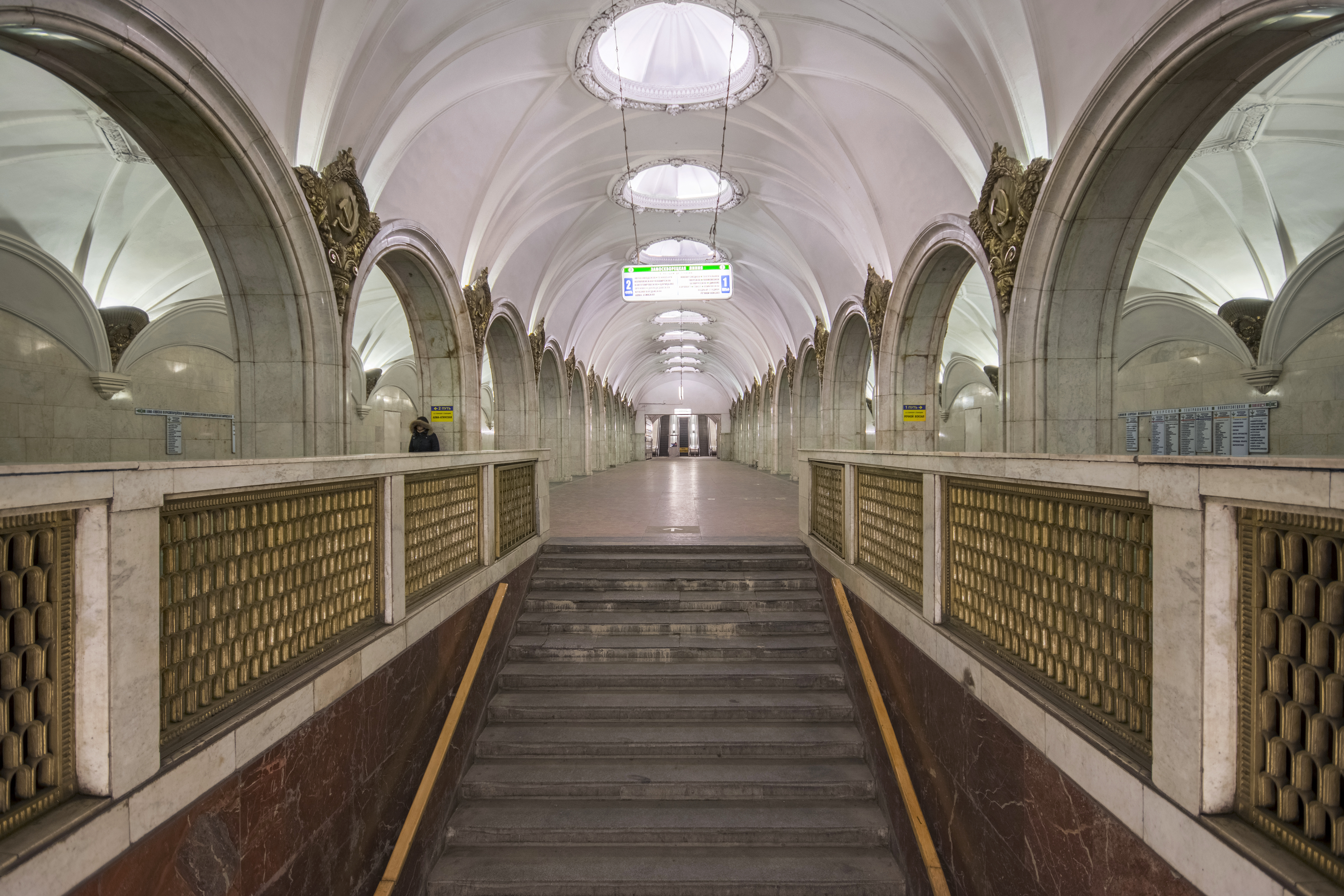
Paveletskaja-Radialnaja station
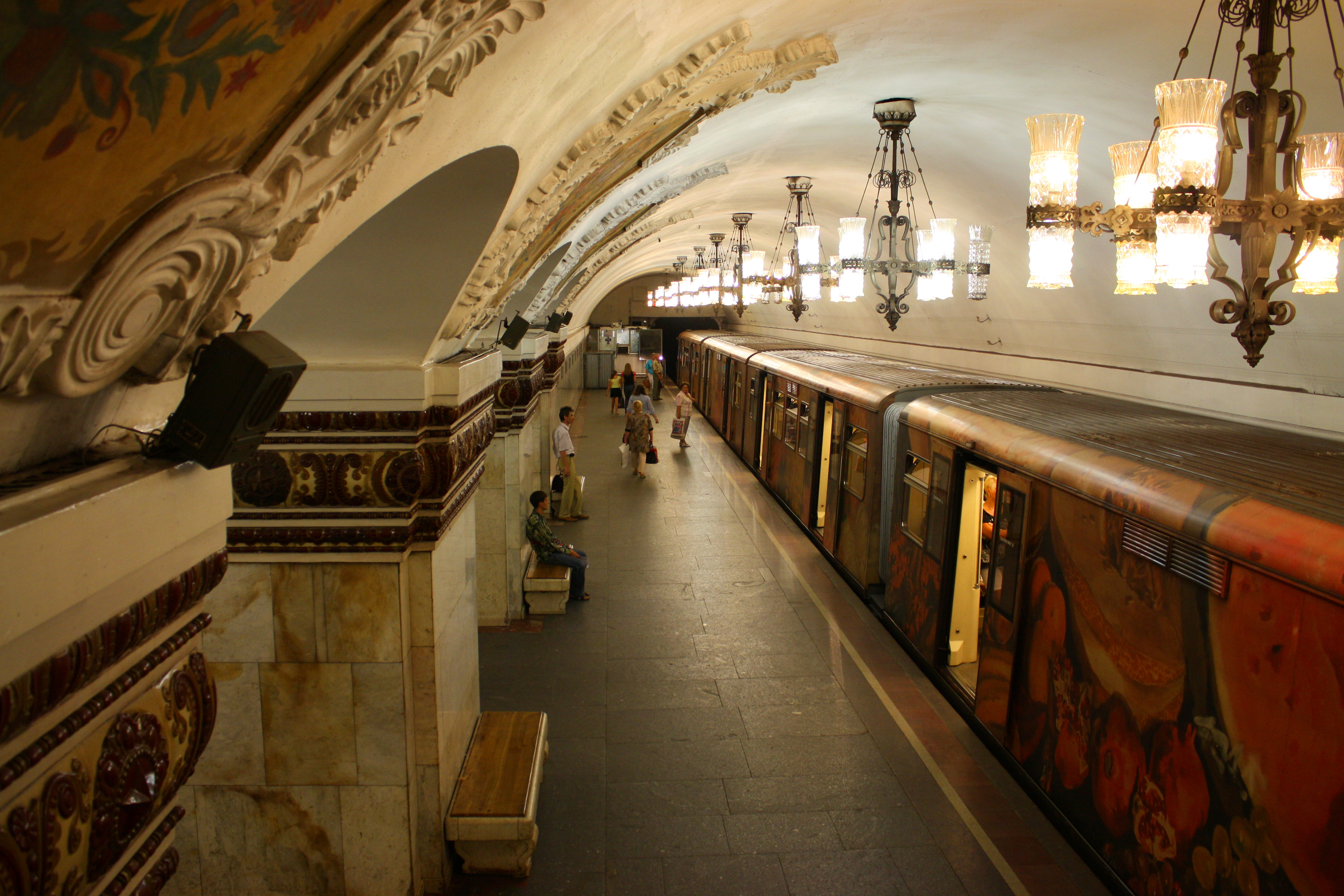
Kievskaja (Arbatsko-Pokrovskaja) station
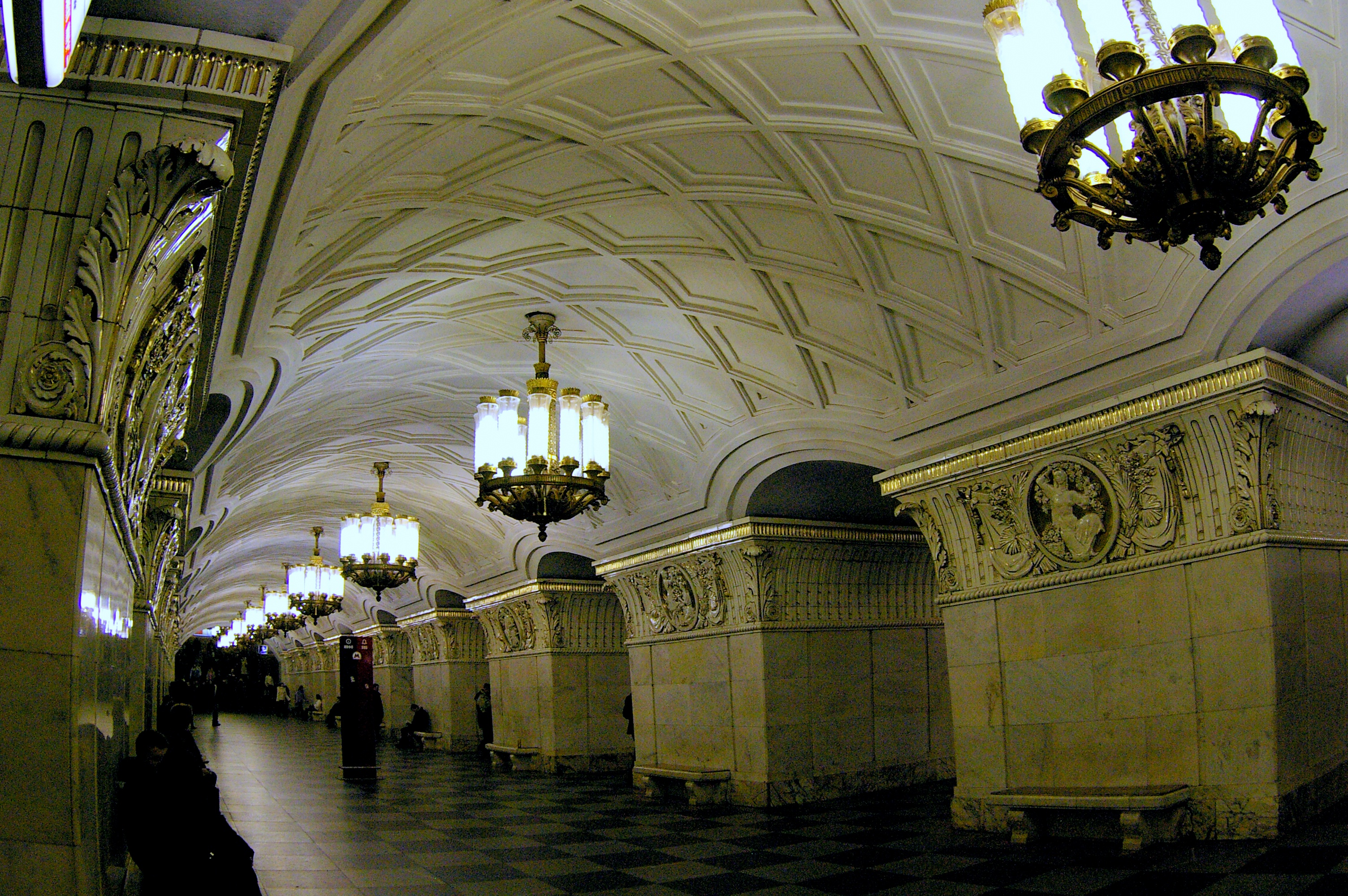
Prospekt Mira-Koltsevaja station
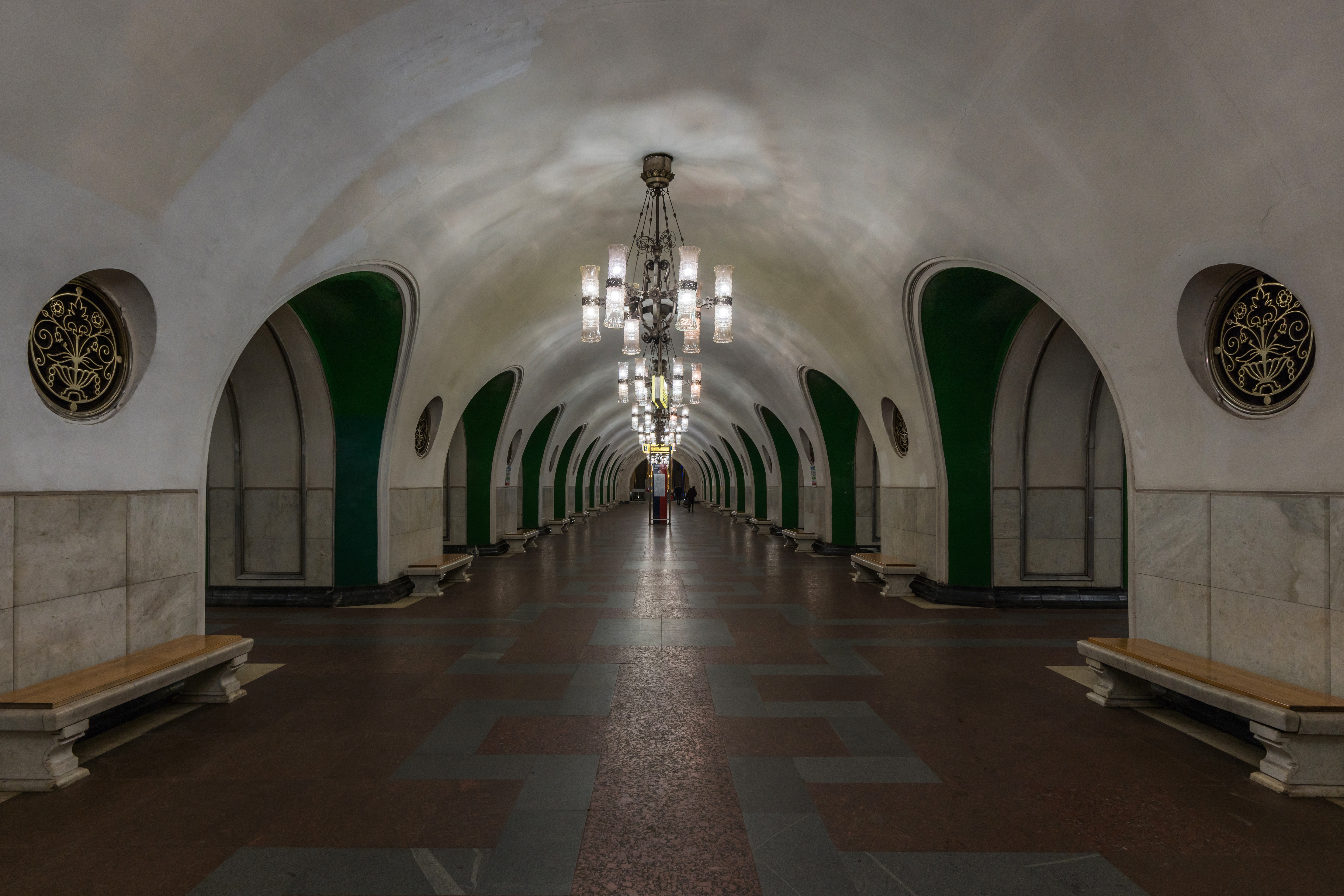
VDNCh station, byggd 1958 i enklare stil
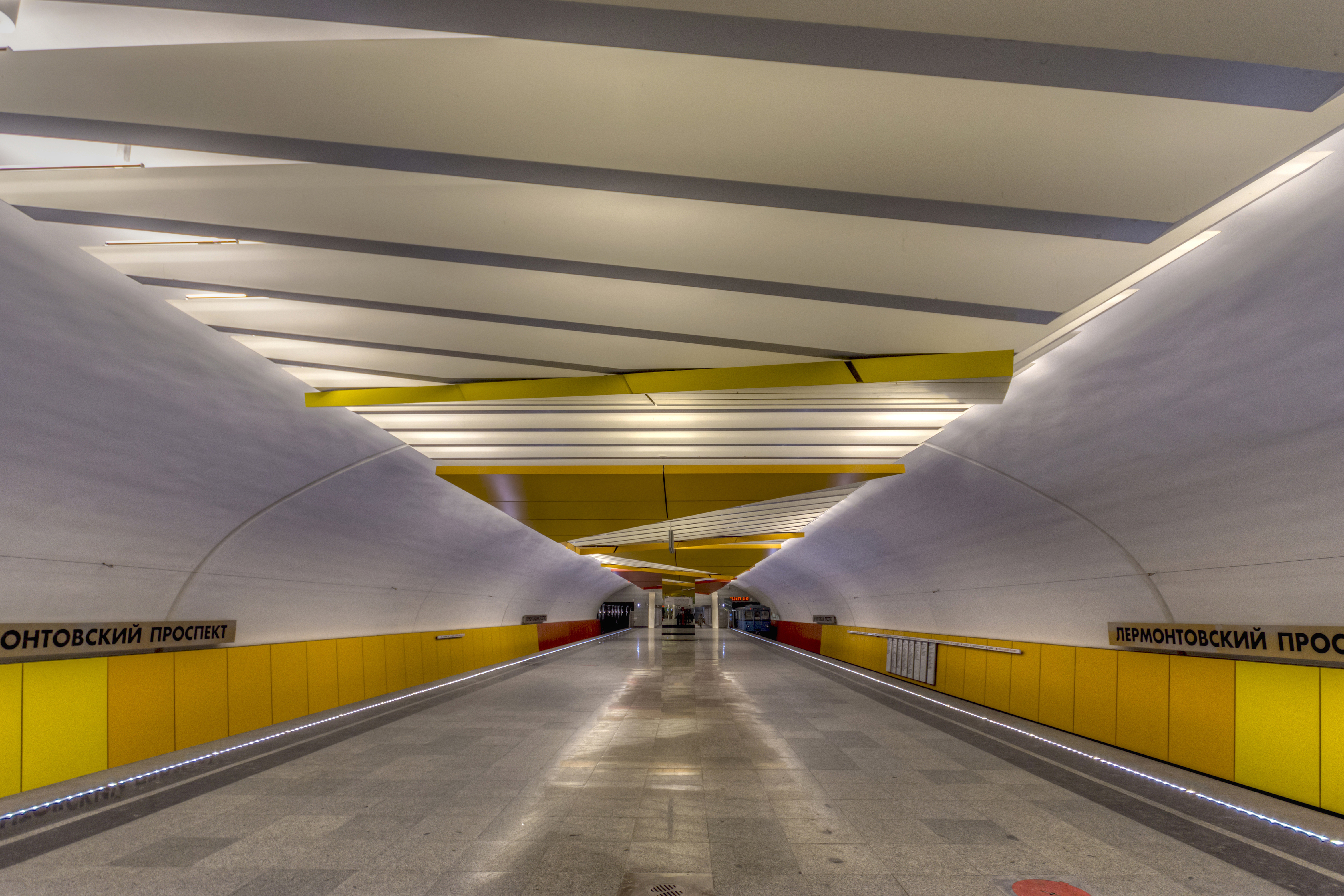
Lermontovskij Prospekt, öppnad 2013